# Cumberland Gap
Cumberland Gap és una població dels Estats Units a l'estat de Tennessee. Segons el cens del 2000 tenia 204 habitants.

## Demografia
Segons el cens del 2000, Cumberland Gap tenia 204 habitants, 89 habitatges, i 51 famílies. La densitat de població era de 246,1 habitants/km².
Dels 89 habitatges en un 25,8% hi vivien nens de menys de 18 anys, en un 47,2% hi vivien parelles casades, en un 6,7% dones solteres, i en un 41,6% no eren unitats familiars. En el 34,8% dels habitatges hi vivien persones soles el 15,7% de les quals corresponia a persones de 65 anys o més que vivien soles. El nombre mitjà de persones vivint en cada habitatge era de 2,29 i el nombre mitjà de persones que vivien en cada família era de 3,06.
Per edats la població es repartia de la següent manera: un 21,1% tenia menys de 18 anys, un 10,3% entre 18 i 24, un 30,9% entre 25 i 44, un 23% de 45 a 60 i un 14,7% 65 anys o més.
L'edat mediana era de 37 anys. Per cada 100 dones de 18 o més anys hi havia 83 homes.
La renda mediana per habitatge era de 36.250 $ i la renda mediana per família de 40.625 $. Els homes tenien una renda mediana de 36.250 $ mentre que les dones 17.083 $. La renda per capita de la població era de 12.005 $. Entorn del 9,3% de les famílies i el 23,3% de la població estaven per davall del llindar de pobresa.

## Poblacions més properes
El següent diagrama mostra les poblacions més properes.